# Microdus subnitidulus
Microdus subnitidulus är en bladmossart som beskrevs av Thériot och Potier de la Varde 1925. Microdus subnitidulus ingår i släktet Microdus och familjen Dicranaceae. Inga underarter finns listade i Catalogue of Life.